# Stella Polare (romanzo)
Stella Polare è un romanzo poliziesco del 1989 di Martin Cruz Smith, ambientato in Unione Sovietica alla fine degli Anni Ottanta, durante il periodo della Perestrojka. È il seguito di Gorky Park, nel quale il protagonista è sempre l'investigatore moscovita Arkadij Renko.

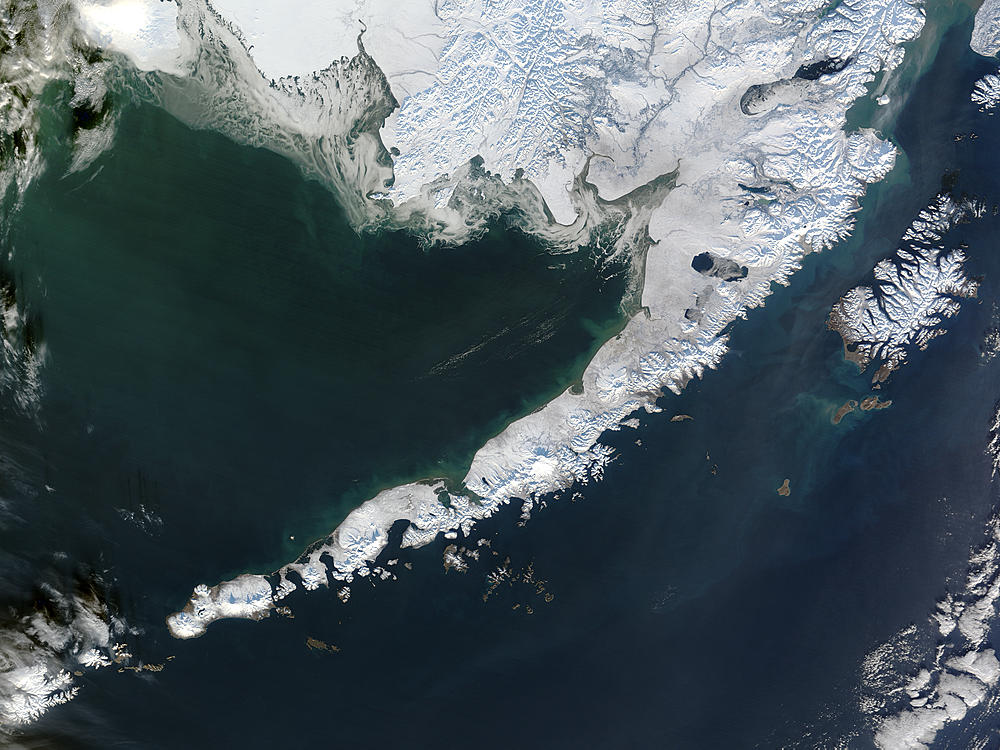
Isole Aleutine.

## Trama
Dopo aver scoperto la corruzione nelle alte sfere sovietiche nel precedente romanzo Gorky Park, Renko è licenziato dal proprio lavoro di investigatore della polizia di Mosca ed è costretto ad accettare vari lavori umili in posti remoti dell'Unione Sovietica. Lo troviamo al lavoro su una nave officina nel mare di Bering, coinvolto suo malgrado in un caso di omicidio. La nave sovietica Stella Polare, da cui il nome del romanzo, è parte di una joint venture con società di pesca americane, nella quale i pescherecci americani pescano il pesce e la nave sovietica si occupa della sua lavorazione.
Una parte importante nel romanzo riveste la sosta prevista della nave nel porto statunitense di Dutch Harbor nelle Isole Aleutine, con un salario extra per i marinai pagato in dollari americani per permettere loro di acquistare merci occidentali come videoregistratori, cassette, radio, ecc.

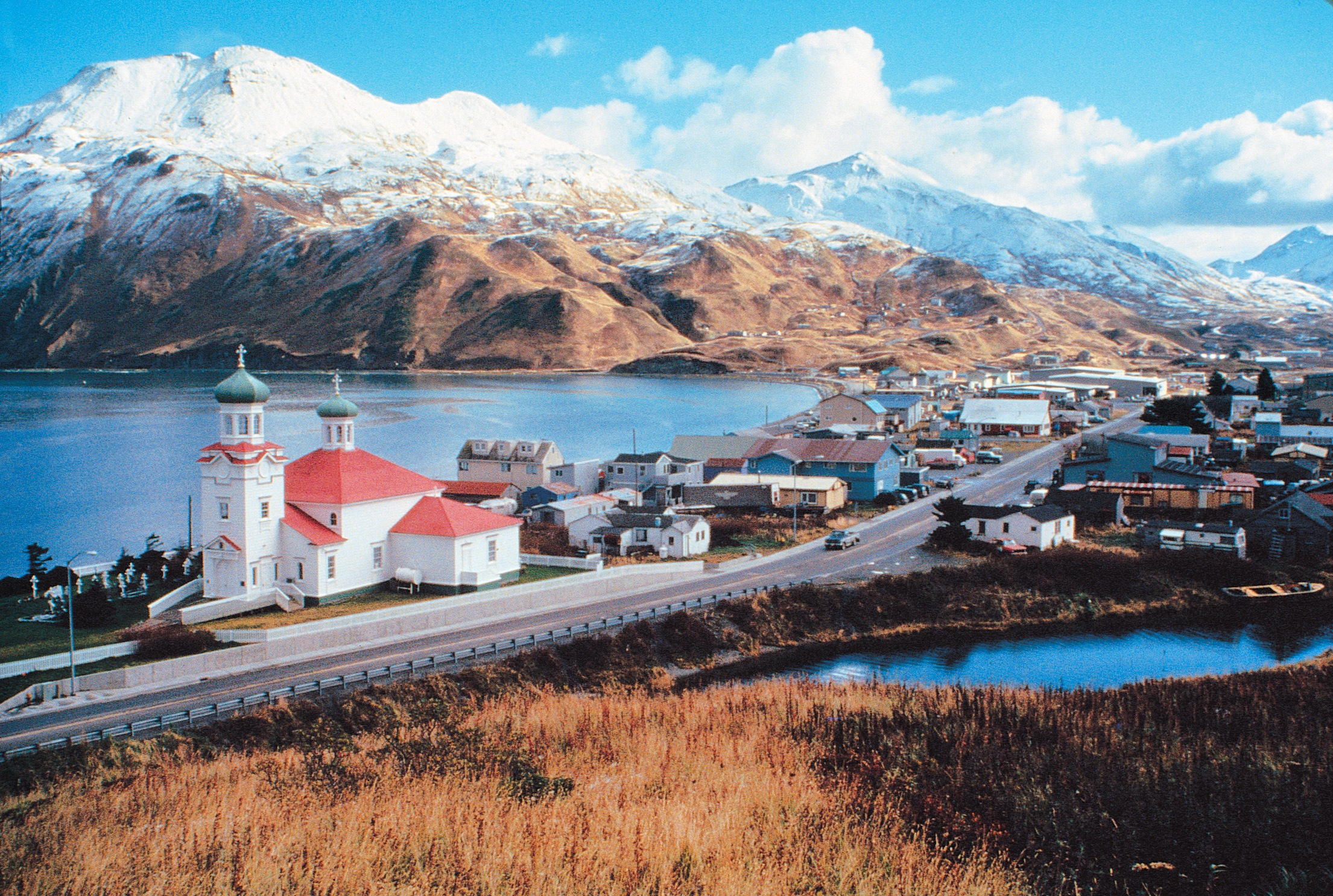
Dutch Harbor, Alaska

Quando il corpo di una componente dell'equipaggio viene ripescato da una rete, Renko viene convinto ad investigare anche contro il parere del commissario politico e di alcuni membri dell'equipaggio che propendono per un suicidio per non mettere a repentaglio la agognata sosta nel porto americano.

## Edizioni italiane
- Stella polare, traduzione di Roberta Rambelli, Collana Omnibus, Milano, Mondadori, 1990, ISBN 88-04-33266-2; Collana Oscar Bestsellers n.236, Mondadori, 1992, ISBN 88-04-35601-4; Ed. speciale, Mondadori, 2015, ISBN 978-88-04-65349-3.
- Gorky park. Stella Polare, trad. di Pier Francesco Paolini e Roberta Rambelli, Collana Oscar Bestsellers Jumbo n.8, Milano, A. Mondadori, 1995, ISBN 88-04-40733-6.
- Stella polare, in:  Trilogy, Milano, Mondadori, 2019, ISBN 978-88-047-1988-5.